# EhfTV
ehfTV este o televiziune digitală prin cablu care transmite pe internet în direct și înregistrat meciuri, rezumate sau interviuri din competițiile feminine și masculine organizate de Federația Europeană de Handbal. Domeniul ehftv.com a fost înregistrat pe DomainName.at în data de 29 iulie 2008.
Începând din 1 august 2015, canalul ehfTV este deținut de LAOLA1 Multimedia GmbH. Conform paginii oficiale a televiziunii: „ehfTV.com este o platformă pentru transmisiuni video din domeniul handbalului - în direct și/sau la cerere - precum și pentru informații relevante din handbal”.
Toate meciurile din Liga Campionilor EHF VELUX și Liga Campionilor EHF Feminin, precum și videoclipuri sau știri, pot fi urmărite online de către fani pe canalul ehfTV. În plus, sunt disponibile numeroase partide din alte competiții naționale sau de club europene și meciuri din câteva ligi naționale de handbal.

## Modernizare
Pe 19 februarie 2018, Federația Europeană de Handbal a anunțat că aspectul vizual al televiziunii a fost îmbunătățit și că au fost adăugate câteva noi opțiuni pentru utilizatori:
- o platformă multiview, care permite vizionarea simultană a până la patru partide transmise în direct în jurul aceleași ore;
- un player de tip fereastră, care le dă posibilitatea utilizatorilor să exploreze conținutul programelor ehfTV în timp ce urmăresc în fereastra principală un meci transmis în direct;
- un cronometru în cadrul opțiunii de înregistrare a meciurilor, care le permite utilizatorilor să salveze videoclipuri pentru a le urmări ulterior, precum și o funcție de memorizare a progresului vizionării, cu ajutorul căreia videoclipul este reluat automat de la momentul în care utilizatorul a încetat să-l mai urmărească.